# انجمن مبلغان آلمان شمالی
انجمن مبلغان آلمان شمالی (انگلیسی: North German Missionary Society) یک سازمان پروتستانی یا پرسبیترینیسم مسیحی مستقر در برمن بود که در ۱۹ آوریل ۱۸۳۶ برای متحد کردن کار تبلیغی در شمال آلمان تشکیل شد. این انجمن همچنین در میان میش‌ها در جنوب شرقی ساحل طلا (مستعمره بریتانیایی)، اکنون غنا (⎘ غنا) فعال بوده‌است.
مبلغان این انجمن در نیوزیلند و هند قبل از تمرکز فعالیت‌های خود در غنا از سال ۱۸۴۷ مشغول بودند.
کشیش یوهان هارتویگ بائر اولین بازرس بود و مدرسه ای برای مبلغان در هامبورگ تأسیس کرد.